# Sufflogobius bibarbatus
Sufflogobius bibarbatus – gatunek ryby z rodziny babkowatych (Gobiidae).

## Występowanie
Namibia i RPA.
Żyje w chłodnych wodach o temp 11–15 °C, na głębokości 0–340 m. Zazwyczaj żyje w ławicach na pełnym morzu choć bywa spotykana przy brzegu. Osobniki młodociane są epipelagiczne, dorosłe żyją w głębszych wodach.

## Cechy morfologiczne
Osiąga 17 cm długości. wzdłuż linii bocznej 48–54 łuski. Na łukach skrzelowych 12–14 wyrostków filtracyjnych, 2–3 na górnej i 10–11 na dolnej części.  W płetwach grzbietowych 7 twardych i 12–13 miękkich promieni, w płetwie odbytowej 1 twardy i 12–13 miękkich promieni. W płetwach piersiowych 21–23 promienie.
Płetwy mają kolor śniady do czarnego.

## Odżywianie
Żywi się fitoplanktonem.
Jest pożywieniem dla ryb, pingwinów, kormoranów, kotików.

## Rozród
Dojrzewa płciowo w wieku ok. 4 lat.

## Znaczenie
Ma niewielkie znaczenie w rybołówstwie.